# Familia Reyes
Los Reyes son una familia colombiana de origen español con importante presencia en la política y las fuerzas militares de Colombia. Entre sus miembros destacan presidentes del país suramericano.
La familia Reyes ha tenido una notable influencia en la historia de Colombia, destacándose en diversos ámbitos como la política, la milicia y el empresariado. A través de exhaustivos análisis genealógicos y una recopilación de datos históricos, se ha documentado la historia de figuras prominentes, como el presidente Rafael de los Reyes Prieto (1904-1909), el General Juan José Reyes Escobar, conocido como "Patria", y los Generales Gabriel Reyes Valderrama y Rafael de los Reyes Luna. Por lo que comparten ascendencia con la familia Reyes Patria; Estos personajes han dejado una huella indeleble en la historia del país, especialmente en el ámbito militar y político.
La familia Reyes también se distingue por su ascendencia patriota, lo que otorga un contexto cultural y familiar significativo a las contribuciones de sus miembros a la nación. Su legado se extiende a través de diversas generaciones, con algunos de sus descendientes desempeñando roles clave en la sociedad colombiana.

## Miembros
- Clímaco Calderón Reyes, tatarabuelo de Juan Manuel Santos Calderón, por ser bisabuelo de las hermanas Calderón Nieto. Estaba casado con la hija del político Santiago Pérez Manosalva
- Juan José Reyes, General de Simón Bolívar.
- Gabriel Reyes Valderrama,  empresario, político y general colombiano, Presidente del Estado Soberano de Tolima en 1876.
- Elías Reyes, empresario y explorador colombiano. Confundador de la empresa de exploraciones "Elías Reyes & Hermanos"
- Rafael Reyes Prieto, casado con Sofía de Angulo Lemos, hija del político Diego Euclides de Angulo Lemos.
- Rafael Reyes y Angulo, empresario colombiano.

### Presidentes de Colombia
| Imagen | Información                                                                                        | Inicio                  | Final                   |
| ------ | -------------------------------------------------------------------------------------------------- | ----------------------- | ----------------------- |
|        | Santiago Pérez Manosalva () Suegro de Clímaco Calderón Reyes                                       | 1 de abril de 1874      | 1 de abril de 1876      |
|        | Clímaco Calderón Reyes (1852-1913)                                                                 | 21 de diciembre de 1882 | 22 de diciembre de 1882 |
|        | Rafael Reyes Prieto (1849-1921)                                                                    | 7 de agosto de 1904     | 9 de junio de 1909      |
|        | Diego Euclides de Angulo Lemos (1841-1917) Suegro de Rafael Reyes, a quien reemplazó temporalmente | 9 de marzo de 1908      | 14 de abril de 1908     |